# William Gibson
William Ford Gibson, ameriško-kanadski pisatelj, * 17. marec 1948, Conway, Južna Karolina, ZDA.
Gibson je eden najvplivnejših sodobnih pisateljev znanstvene fantastike v ZDA, najbolj poznan po vizionarskem romanu Nevromant (angleško Neuromancer), enemu ključnih kiberpankovskih del, v katerem je orisal globalno komunikacijsko omrežje precej pred vzponom interneta v devetdesetih letih, nekateri pa mu pripisujejo celo iznajdbo samega koncepta interneta, kakršnega poznamo danes.

## Življenje in delo
Rodil se je v obalnem mestu Conway v ameriški zvezni državi Južna Karolina. Njegov oče je bil menedžer pri uspešnem gradbenem podjetju, zato se je njegova družina veliko selila. Umrl je, ko je bil William še majhen otrok in Williamova mati se je z njim preselila v mestece Wytheville. V tem odmaknjenem kraju je zrasel v introvertiranega najstnika, ki je uteho iskal v branju znanstvene fantastike in se seznanil z deli Heinleina, Bradburyja ter Sturgeona, nanj pa je pomembno vplival tudi Burroughs, predstavnik gibanja beatnikov. Pri petnajstih letih ga je takrat že kronično depresivna in anksiozna mati poslala v internat v Tucsonu, Arizona, kjer je obiskoval šolo. Nekaj let kasneje je tudi ona umrla.
William je po materini smrti pustil šolo. Potoval je po Kaliforniji in Evropi ter se seznanil s kontrakulturo. Vpoklicu v vojsko in udeležbi v vietnamski vojni se je izognil tako, da se je preselil v Kanado. Nekaj časa je živel v skupnosti drugih Američanov, ki so se izognili vpoklicu, vendar jo je kmalu zapustil. V Torontu je spoznal svojo bodočo ženo, s katero je ponovno odšel na pot po Evropi. Po rojstvu njunega prvega otroka sta se  leta 1972 poročila in ustalila v Vancouvru, kjer je za prihodke sprva skrbela skoraj izključno ona. William je, tudi zaradi nezadostnosti njegovih občasnih prihodkov, vpisal študij angleščine na Univerzo Britanske Kolumbije (University of British Columbia), za katerega je dobil solidno štipendijo. Tam se je udeležil tečaja znanstvene fantastike, kar ga je vzpodbudilo za pisanje prve kratke zgodbe z naslovom »Fragments of a Hologram Rose« (Delci hologramske vrtnice).
Po končanem študiju je za nekaj časa prekinil s pisanjem in opravljal razna manjša dela. Na znanstvenofantastični konvenciji v Vancouvru je spoznal Johna Shirleyja, punk glasbenika in pisatelja znanstvene fantastike, s katerim sta kmalu postala neločljiva prijatelja. Shirley ga je ponovno vzpodbudil k pisanju in objavljanju. Preko njega je prišel tudi v stik s pisateljema Bruceom Sterlingom in Lewisom Shinerjem, ki ju je Williamovo pisanje navdušilo. Osebnostno in ideološko so se odlično ujeli ter ustvarili kiberpank, novo, radikalno literarno gibanje.

### Književna pot
Gibsonove zgodnje kratke zgodbe v splošnem govorijo o vplivu kibernetike in kiberprostora (navidezne resničnosti) na človeško družbo bližnje prihodnosti. Z njimi je začel razvijati za njegova dela značilno temačno okolje visokotehnoloških barakarskih naselij in distopično mešanje tehnologije s človečnostjo. Kasneje so bile izdane v zbirki z naslovom Burning chrome. To okolje je uporabil tudi v svojem prvem romanu z naslovom Nevromant. Roman je napisal po naročilu za zbirko Ace Science Fiction Specials založbe Ace Books, za kar je imel le leto dni časa. Gibson je kasneje dejal, da za takšno nalogo ni bil pripravljen, dodatno pa ga je potrl tudi film Iztrebljevalec (Blade Runner), ki je bil premierno prikazan, ko je bil Gibson na tretjini pisanja, in katerega okolje je bilo preveč podobno okolju Nevromanta. Kljub pritiskom pa je ustvaril remek delo, enega ključnih kiberpankovskih romanov, ki so ga kritiki pohvalili za izjemno kompleksnost ter izvirne, vizionarske ideje. Nevromant ni postal uspešnica takoj, je pa kmalu pridobil veliko število privržencev. Gibson je bil tako prvi pisatelj, ki je za roman dobil vse tri najpomembnejše literarne nagrade na področju znanstvene fantastike – huga, nebulo in nagrado Philipa K. Dicka. Leta 2005 so pri reviji Time uvrstili Nevromanta med 100 najpomembnejših literarnih del v angleščini od leta 1923.
Njegova naslednja dva romana, Count zero (1986) in Mona Lisa Overdrive (1988), sta bila postavljena v isti izmišljeni svet visokotehnološkega predmestja Bostona in Atlante, poznanega kot The Sprawl, z istimi liki. Romana zaokrožujeta zgodbo, nastavljeno v Nevromantu in skupaj z njim tvorita trilogijo Sprawl (angleško Sprawl trilogy). Z izidom se je Gibsonov ugled še utrdil, oba pa sta bila tudi nominirana za nagradi Hugo in Nebula. Trilogiji je sledil preskok v slogu z romanom The Difference Engine, ki ga je napisal v sodelovanju z Bruceom Sterlingom. Gre za alternativnozgodovinski roman, postavljen v Združeno kraljestvo, kjer se prepletata napredna tehnologija in viktorijansko okolje. Oboje je značilno za drugo literarno gibanje, imenovano steampunk.
Po The Difference Engine se je Gibson vrnil h kiberpanku in napisal novo trilogijo, postavljeno v distopično prihodnost zaradi potresa porušene Kalifornije, natančneje pod ostanke mostu Bay Bridge, kjer je nastalo ogromno barakarsko naselje. Po njem se trilogija imenuje Bridge (angleško Bridge trilogy). Sestavljajo jo romani Virtual light (1993), Idoru (1996) in All Tomorrow's Parties (1999), ki tako kot prvi trije raziskujejo teme tehnološkega, fizičnega in spiritualnega preskoka, vendar je poudarek bolj na socioloških kot na tehnoloških temah. Antagonisti so tako v njih množična občila namesto multinacionalnih korporacij in umetnih inteligenc.
Ta trend se je nadaljeval z zadnjima dvema romanoma, Pattern recognition (2003) in Spook County (2007), ki sta namesto v prihodnost postavljena v sedanjost. Tudi v njih se zgodba vrti okoli vpliva medijev na družbo, predstavljata pa, kakor je interpretiral eden od literarnih kritikov, odmik od klasične znanstvene fantastike, ki ni več možna v sedanjosti brez koherentne podobe. Tudi sam Gibson je v intervjuju potrdil, da je »obupal« nad prihodnostjo, saj jo je iz trenutnega divjega napredka nemogoče prepričljivo napovedati.

## Preostalo delo in vpliv
Prihodnost je že tu - je samo neenakomerno porazdeljena.
Poleg književnosti je William Gibson aktiven tudi na drugih področjih umetnosti, predvsem v filmski, kjer pa ne dosega takšnih uspehov. Konec osemdesetih let je sodeloval pri pisanju scenarija za enega od filmov iz serije Osmi potnik (Alien), dveh epizod Dosjejev X in enem mednarodnem projektu, ki pa ni prišel do zaključka. Poleg tega redno sodeluje pri projektih vizualne in odrske umetnosti.
Njegova dela so vplivala na več znanih filmskih del, predvsem Nevromant s preostankom trilogije Sprawl, ki je navdahnil filma Johnny Mnemonic in Hotel New Rose (v izvirniku New Rose Hotel). Tudi v trilogiji Matrica (Matrix) so ustvarjalci posnemali vzdušje in like iz trilogije Sprawl. Vsi trije romani iz nje imajo napovedane filmske priredbe, poleg njih pa še njegov predzadnji roman Pattern Recognition.
Ravno tako kot neposredni vpliv na druga dela in zagon kiberpanka pa je pomembno vizionarstvo v njegovih delih, ki je v določeni meri vplivalo na razvoj sodobnih tehnologij, predvsem interneta in svetovnega spleta kot ju poznamo danes. Mnogi mu pripisujejo izum ikonografije informacijske dobe, dolgo preden je internet prešel v široko uporabo. V Nevromantu je prvi uporabil besedo »matrica« kot izraz za vizualiziran tok podatkov prek električnega omrežja, ko je bil koncept interneta še v povojih. V kratki zgodbi »Burning Chrome« je iznašel še eno besedo, kiberprostor (cyberspace), ki je z Nevromantom dosegla takšno prepoznavnost, da je v devetdesetih letih postala sopomenka za svetovni splet. Kljub temu pa se Gibson nima za navdušenca nad tehnologijo.